# Gertrude Weaver
Gertrude Weaver, född Gaines 4 juli 1898 i Lafayette County, Arkansas, död 6 april 2015 i Camden, Arkansas, var en amerikansk kvinna som blev 116 år och 276 dagar gammal. Hon var USA:s äldsta levande person sedan italienskfödde Dina Manfredini avled den 17 december 2012 och världens äldsta levande person i sex dagar från japanskan Misao Okawas död 1 april (31 mars amerikansk tid) 2015. Weaver var den 9:e av hittills endast 17 fullt verifierade personer som levt till minst 116 års ålder, den dittills 5:e äldsta personen någonsin och USA:s dittills näst äldsta person någonsin efter Sarah Knauss (om man bortser från Lucy Hannah vars påstådda ålder av 117 år och 248 dagar ifrågasatts den senaste tiden). Efter Weavers död blev Jeralean Talley USA:s och världens äldsta levande person.

## Biografi
Weaver föddes i sydvästra Arkansas. Hon gifte sig med Genie Weaver 1915 och fick fyra barn varav endast ett levde på hennes 116-årsdag 93 år gammal.
Vid 104 års ålder flyttade hon till Camdens vårdboende efter det att hon brutit sin höft. Tack vare rehabilitering återhämtade hon sig från skadan och kunde flytta tillbaka till sitt hem, där hon sköttes av sitt barnbarn. Vid 109 års ålder flyttade hon tillbaka till vårdboendet. Vid sin 115-årsdag var hon mycket vital. Hennes hälsa försämrades något därefter, men hon gick fortfarande ut från sitt rum för att äta och för att delta i vårdboendets aktiviteter fram till sin död.
Weaver sa att tre faktorer har bidragit till hennes långa liv: Hennes gudstro, hårt arbete och att älska alla.
Vid hennes 116-årsdag meddelade GRG (Gerontology Research Group) att de hade verifierat hennes ålder, vilket innebar att hon var den äldsta levande amerikanen. De förärade henne en plakett med titeln som äldsta amerikan ingraverad.  Hon fick även ett brev från USA:s president Barack Obama och borgmästaren i Camden som förklarade att för att ära hennes födelsedag skulle den 4 juli 2014 benämnas "Gertruds dag"..